# هاینز میچالیک
هاینز میچالیک (انگلیسی: Heinz Michallik؛ زادهٔ ۲۱ ژوئیهٔ ۱۹۴۷) بازیکن فوتبال اهل آلمان است.
از باشگاه‌هایی که در آن بازی کرده‌است می‌توان به باشگاه فوتبال آگسبورگ و باشگاه فوتبال بروسیا مونشن‌گلادباخ اشاره کرد.